# Nancy Thomson de Grummond
Nancy Thomson de Grummond (ur. ?) – profesor na Uniwersytecie Stanu Floryda. Specjalizuje się w archeologii etruskiej, helleńskiej i rzymskiej. Obejmuje także stanowisko kierownika
wykopalisk, prowadzonych przez jej macierzysty wydział, na terenie Włoch.
Jest również współkierownikiem nowego programu polowego - American-Ukrainian Scythian Kurhan Project. Jej obecne badania dotyczą etruskiej i rzymskiej religii, mitologii i ikonografii.

## Wybrane publikacje
- 1982 A Guide to Etruscan Mirrors
- 1996 An Encyclopedia of the History of Classical Archaeology (redaktor)
- 2006 The Religion of the Etruscans (współredacja z Eriką Simon)
- 2006 Etruscan Mythology, Sacred History and Legend